# Ecdisis

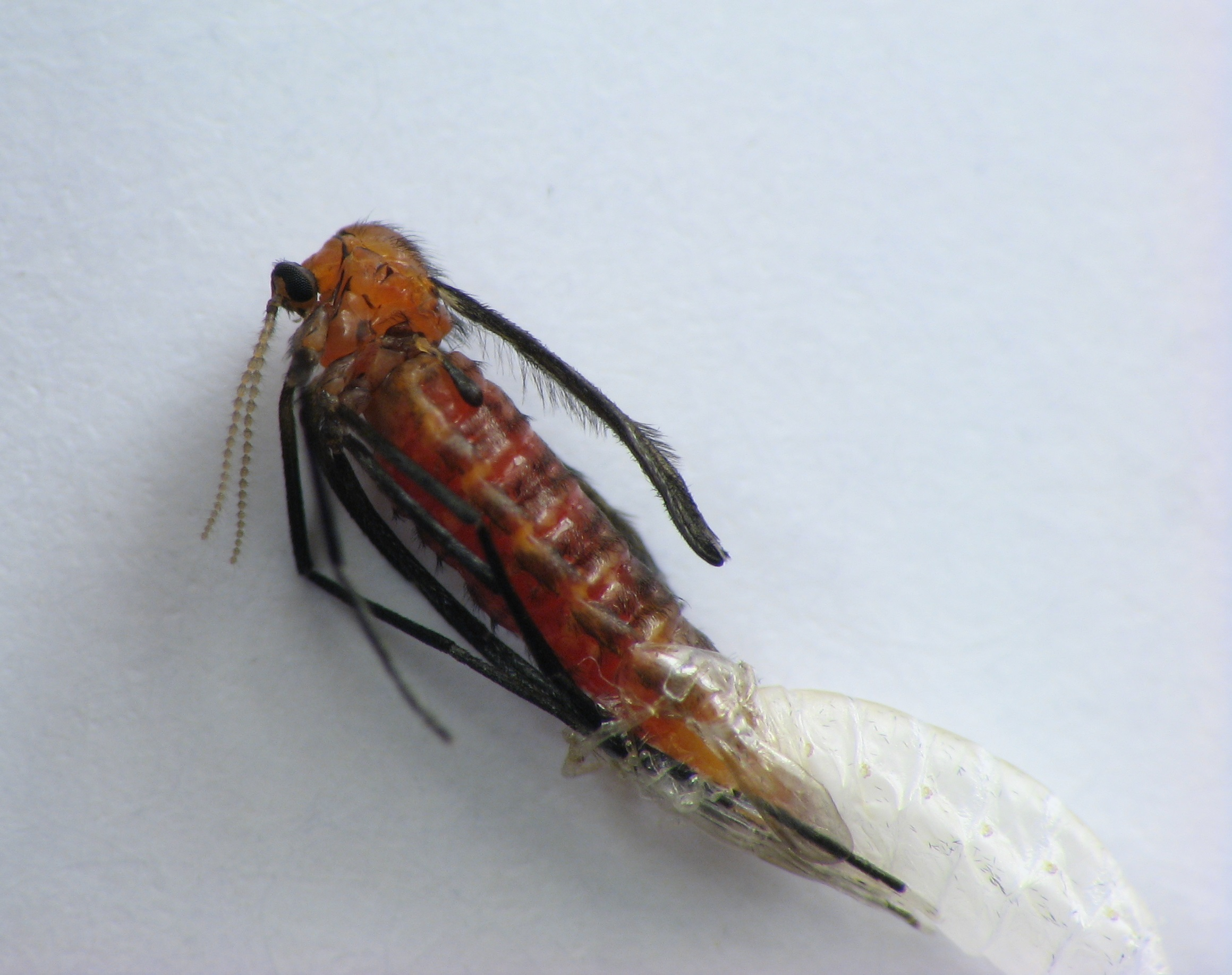
Mosca adulta Rhopalomyia solidaginis en proceso de muda

Se llama ecdisis a la muda de la cutícula de muchos invertebrados del clado Ecdysozoa. La cutícula de estos animales forma un exoesqueleto fundamentalmente inelástico por lo tanto es necesario desprenderse de él para crecer. El animal forma una nueva cubierta de mayor tamaño para continuar el crecimiento. Los restos desechados del viejo exoesqueleto reciben el nombre de exuvia.

## Etimología
El término proviene del griego "ἐκδύω" ("ekdúo"), que quiere decir "sacar" o "pelar".

## Proceso

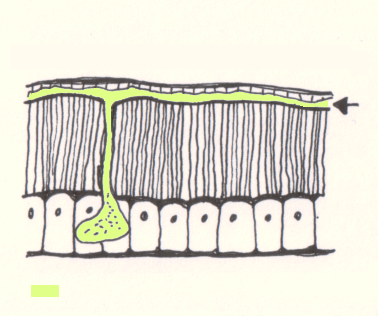
Apolisis'. De arriba abajo: a) restos de la vieja exocutícula (exuvia), b) líquidos exuviales (verde), c) nueva cutícula (células columnares muertas) d) células epiteliales.

En preparación para la ecdisis, el artrópodo entra en un período de reposo, la apolisis en que el viejo exoesqueleto se separa de las células epidérmicas subyacentes. Para la mayoría de los organismos este período de reposo es una etapa preparatoria en que las glándulas de muda de la capa epidérmica segregan un fluido que las va separando de las capas internas de la cutícula. Cuando la cutícula antigua se ha desprendido de la epidermis un jugo digestivo es segregado en el espacio entre estas dos capas. Sin embargo el líquido permanece inactivo hasta que la parte externa de la nueva cutícula se haya formado. Entonces, el organismo realiza movimientos corporales que empujan el fluido hacia el tegumento viejo. Este termina por desgarrarse en la parte dorsal permitiendo la emergencia del animal. A menudo esa grieta es causada por una combinación de movimientos y de aumento de presión sanguínea dentro del cuerpo. Esto le permite al organismo a salir del viejo exoesqueleto. A continuación sigue el proceso de formación de una nueva cutícula. Todas las estructuras de origen cuticular se desprenden junto con el viejo exoesqueleto. Estas incluyen los extremos del aparato digestivo y las tráqueas respiratorias.